# Distretto di Mátészalka
Il distretto di Mátészalka (in ungherese Mátészalkai járás) è un distretto dell'Ungheria, situato nella provincia di Szabolcs-Szatmár-Bereg.